# René Laurentin
René Laurentin (ur. 19 października 1917 w Tours, zm. 10 września 2017) – francuski duchowny i teolog katolicki, mariolog, ekspert II soboru watykańskiego, członek Papieskiej Akademii Teologicznej, nauczyciel akademicki, prałat.

## Życiorys
Wybuch II wojny światowej przerwał jego studia w seminarium przy Instytucie Katolickim w Paryżu. Walczył podczas inwazji Niemiec na Francję i trafił do niewoli niemieckiej. Po odzyskaniu wolności dokończył studia teologiczne. 8 grudnia 1946 otrzymał w Paryżu święcenia kapłańskie. W 1955 został profesorem teologii Uniwersytetu Katolickiego w Angers. Wykładał także na wielu innych uczelniach. Od 1960 brał udział w przygotowaniach do Soboru Watykańskiego II. Miał wkład w opracowanie soborowej konstytucji dogmatycznej „Lumen gentium”. Zajmował się głównie tematyką mariologiczną. Ustanowił nagrodę naukową „Pro Ancilla Domini” (Dla Służebnicy Pańskiej), wśród jej laureatów był Polak o. Stanisław Celestyn Napiórkowski (5 października 2007).

## Odznaczenia i nagrody
Za zasługi wojenne otrzymał dwa najwyższe francuskie odznaczenia wojskowe: Krzyż Wojenny i Legię Honorową.
Był laureatem nagrody Włodzimierza Pietrzaka za działalność naukową i pisarską. 
Papież Benedykt XVI mianował go prałatem 30 kwietnia 2009.